# Cenac (Santa Lucía)
Cenac es una localidad de Santa Lucía que forma parte del distrito de Soufrière.